# Piotr Malepszak
Piotr Malepszak (ur. 27 lutego 1979 w Gnieźnie) – polski menedżer branży kolejowej, podsekretarz stanu w Ministerstwie Infrastruktury (od 2023).

## Życiorys
Ukończył Technikum Kolejowe w Poznaniu, a także studia w Wyższej Szkole Handlowej w Warszawie oraz Wyższej Szkole Komunikacji i Zarządzania w Poznaniu. Pracował w spółce PKP Polskie Linie Kolejowe, w tym na stanowisku pełnomocnika zarządu ds. rewitalizacji linii kolejowych. W latach 2017–2018 członek zarządu ds. technicznych Kolei Dolnośląskich. W latach 2018–2020 był wiceprezesem ds. komponentu kolejowego, a następnie p.o. prezesa Centralnego Portu Komunikacyjnego (CPK). W latach 2021–2023 był pełnomocnikiem ds. kolei prezydenta miasta Gdańska. 27 grudnia 2023 został powołany na stanowisko podsekretarza stanu w Ministerstwie Infrastruktury odpowiedzialnego za transport kolejowy.
Syn Krzysztofa i Haliny.